# Godepert
Godepert nebo Godebert (645?–662) byl v letech 661 až 662 králem Langobardů.

## Životopis
Informace o jeho životě se dochovaly v díle Historia Langobardorum, Paula Diacona. Byl synem a nástupcem krále Ariperta. Langobardům vládl ze svého paláce v Miláně, zatímco jeho bratr Perctarit, se kterým sdílel trůn, vládl v Pavii. Vztahy mezi oběma bratry se brzy zhoršily. Při vzájemném boji si Godepert zavolal na pomoc Grimoalda, vévodu z Bénéventa, který místo pomoci Godeperta v Pavii zavraždil a chopil se moci. Perctarit z paláce uprchl ke kaganovi Avarů. Raginpertovi, synovi Godeperta se podařilo z paláce také uprchnout.